# Associação de Futebol de Fiji
A Associação de Futebol de Fiji (em inglês: Fiji Football Association; em fijiano: Vaka-Viti Yavapolo Matanitu; em hindi: फिजी फुटबॉल एसोसिएशन ) é o órgão dirigente do futebol em Fiji. Ela entrou em vigor em 1961, substituindo a étnica Associação Indiana de Futebol de Fiji, fundada em 1938. É a responsável pela organização dos campeonatos disputados no país, bem como da Seleção Nacional masculina e feminina.